# Flatwoods (Kentucky)
Flatwoods ist eine City in Greenup County im US-Bundesstaat Kentucky. Das U.S. Census Bureau hat bei der Volkszählung 2020 eine Einwohnerzahl von 7325 ermittelt. Flatwoods ist ein Teil der Huntington-Ashland-MetropolitanArea (MSA).
Flatwoods ursprünglicher Ortsname lautete Advance. Diese wurde von den Methodisten 1860 gegründet. Später wurde der Name in Cheap geändert, nach John Cheap (einem blinden Methodisten-Geistlichen). 1938 bekam der Ort den heutigen Namen Flatwoods.
In der Stadt sind 6 Radio-Stationen beheimatet oder haben (außer den landesweiten Sendern) ihren Ausstrahlungsbereich. Diese sind WKEE, The Dawg, The Plannet, Big Buck Country, WTCR und WLGC, außerdem der TV-Sender WSAZ 3. Die größte touristische Attraktion in der Stadt bzw. im Umland ist der Greenbo Lake State Resort Park (25 Minuten von Flatwoods). Der bekannteste Sohn des Ortes ist der Country-Sänger und Schauspieler Billy Ray Cyrus.

## Söhne und Töchter der Stadt
- Billy Ray Cyrus (* 1961), Country-Sänger und Schauspieler
- Lynndie England (* 1982), Armeeangehörige, die in den Folterskandal im Irak verwickelt war